# Saint-Martin-du-Manoir
Saint-Martin-du-Manoir är en kommun i departementet Seine-Maritime i regionen Normandie i norra Frankrike. Kommunen ligger i kantonen Montivilliers som tillhör arrondissementet Le Havre. År 2022 hade Saint-Martin-du-Manoir 1 496 invånare.

## Befolkningsutveckling
Antalet invånare i kommunen Saint-Martin-du-Manoir
| Referens: INSEE |